# Sona9
Sona9 é um concurso que reconhece e premia os novos valores da música catalã atual. Nos seus inícios, o nome escrevia-se com um espaço (Sona 9).

## História
O concurso nasce no mês de abril de 2001, da fusão de dois concursos anteriores: Èxit (Sucesso) de Catalunya Ràdio, a rádio pública catalã, e o Concurso de fitas demo da revista musical Enderrock. Catalunya Rádio, com seu programa Èxit, tinha promocionado os novos valores da música em catalão num concurso que tinha como cúspide um show final retransmitido pela Televisió de Catalunya. Por sua vez, o Concurso de demos da Enderrock era uma referência obrigada também no âmbito dos grupos emergentes de pop e rock. Desta fusão nasceu o concurso musical mais importante dos Países Catalães.
Atualmente o concurso é organizado pelo grupo Enderrock, Catalunya Rádio e Televisió de Catalunya, com o apoio da Generalidade da Catalunha. O objetivo é ser uma plataforma de lançamento para os artistas emergentes que queiram se dedicar profissionalmente à música. Os ganhadores têm a opção de gravar um álbum de estudo, filmar um videoclip e realizar uma turnê.

## Prêmios
Nas cinco primeiras edições, tinha três categorias e, portanto, os três vencedores conseguiam gravar o seu primeiro trabalho profissional. As categorias eram folk e novas músicas, pop-rock e canção de autor, além do Prémio Juventut.
Com as mudanças no mercado musical de princípios de século, a partir de 2006 unificou-se o concurso numa categoria só, que permitia investir mais recursos na promoção do grande campeão. Desde então, concedem-se quatro prêmios oficiais: 1º prémio: Sona9; 2º prémio: Juventut; 3º prémio: Èxit e o Prêmio Popular.

## Lista de vencedores
- 1a edição (2001) Sapo, Túrnez & Sesé, Xot.[1]
- 2a edição (2002): Sanpedro, Quim Vila, Gadegang.[3]
- 3a edição (2003): Shitting Milks, Relk, Baeturia.[4]
- 4a edição (2004): Gataca, Carnal, Rauxa.[5]
- 5a edição (2005): Miquel Abras, Lluís Cartes, La Boina.[6][7]
- 6a edição (2006): Xazzar, Dr. Fargo, Vitruvi.[8]
- 7a edição (2007): The Gruixut's, Manel, Bikimel.[9]
- 8a edição (2008): El Nota, Projecto Bu, Espart.[10]
- 9a edição (2009): MiNE!, Minimal, Estúpida Erikah.[11]
- 10a edição (2010): La Iaia. Pulpopop, Bläue, Joan Dausà i els Tipus d'Interès.[12]
- 11a edição (2011): Nyandú, The Mamzelles, Alls nous piquen, Bremen.[13]
- 12a edição (2012): Empty Cage, Coriolà, Patch.[14]
- 13a edição (2013): Copa Lotus, Morgat Morgat, Llorer.[15]
- 14a edição (2014): Trau, Pantaleó, Manuela Kant, Pezpsiquiatra.[16]
- 15a edição (2015): Est Oeste, Roig!, Coet, Lausana.[17]
- 16a edição (2016): Lakaste, Chet, Paper de Plàstic, Rúpits.[18]
- 17a edição (2017): Senyor Oca, Salvatge Cor i Ju.[19]
- 18a edição (2018): Sandra Bautista, Menut, L'Home Invent.[20]
- 19a edição (2019): Maria Jaume Martorell, Joina, Urpa, Relat.[21]
- 20a edição (2020): Reïna, Les Buch, Lles.[22]
- 21a edição (2021):  Dan Peralbo, Microhomes, Crisbu, La Fera.[23]
- 22a edição (2022): Figa Flawas, Eloi Sayrach, Aina Koda.[24]